# Transportador de zinc ZIP2
El transportador de zinc ZIP2 es una proteína que en los humanos está codificada por el gen SLC39A2.